# Clube de Golf Santo da Serra
O Clube de Golf Santo da Serra é um clube de golfe português de 27 buracos, situado em Santo António da Serra, no município de Machico, Madeira. Foi inaugurado em 1937 e redesenhado em 1991 pelo arquiteto de golfe inglês Robert Trent Jones.
O novo campo de golfe foi aberto em 30 de setembro de 1991 e conta com três campos de 9 buracos chamados Machico, Desertas e Campo Serras.
O clube hospedou o Open da Madeira, integrado no Tour Europeu PGA, de 1993 a 2008. Atualmente essa competição realiza-se no campo de golfe do Porto Santo.

## Galeria

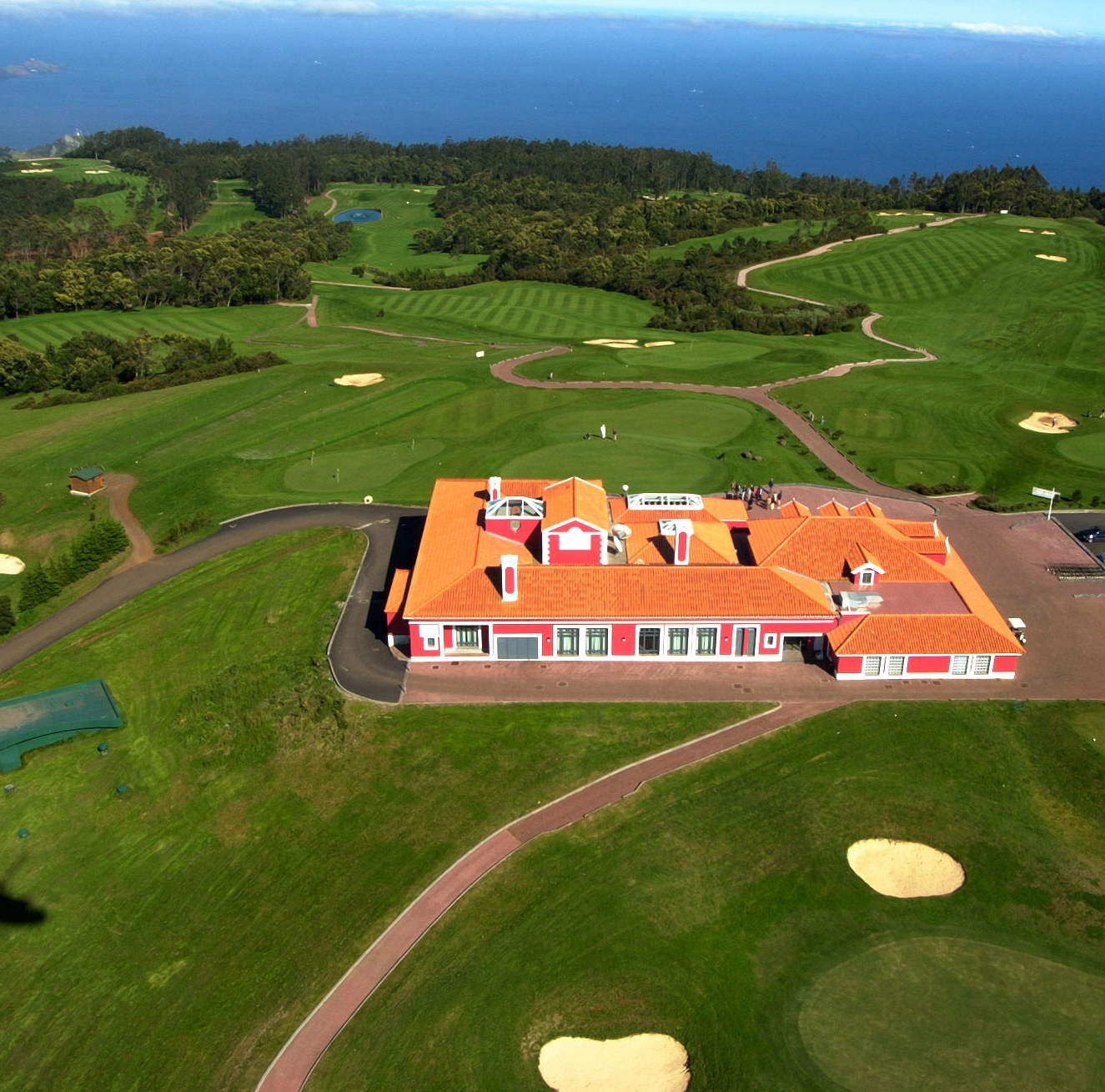
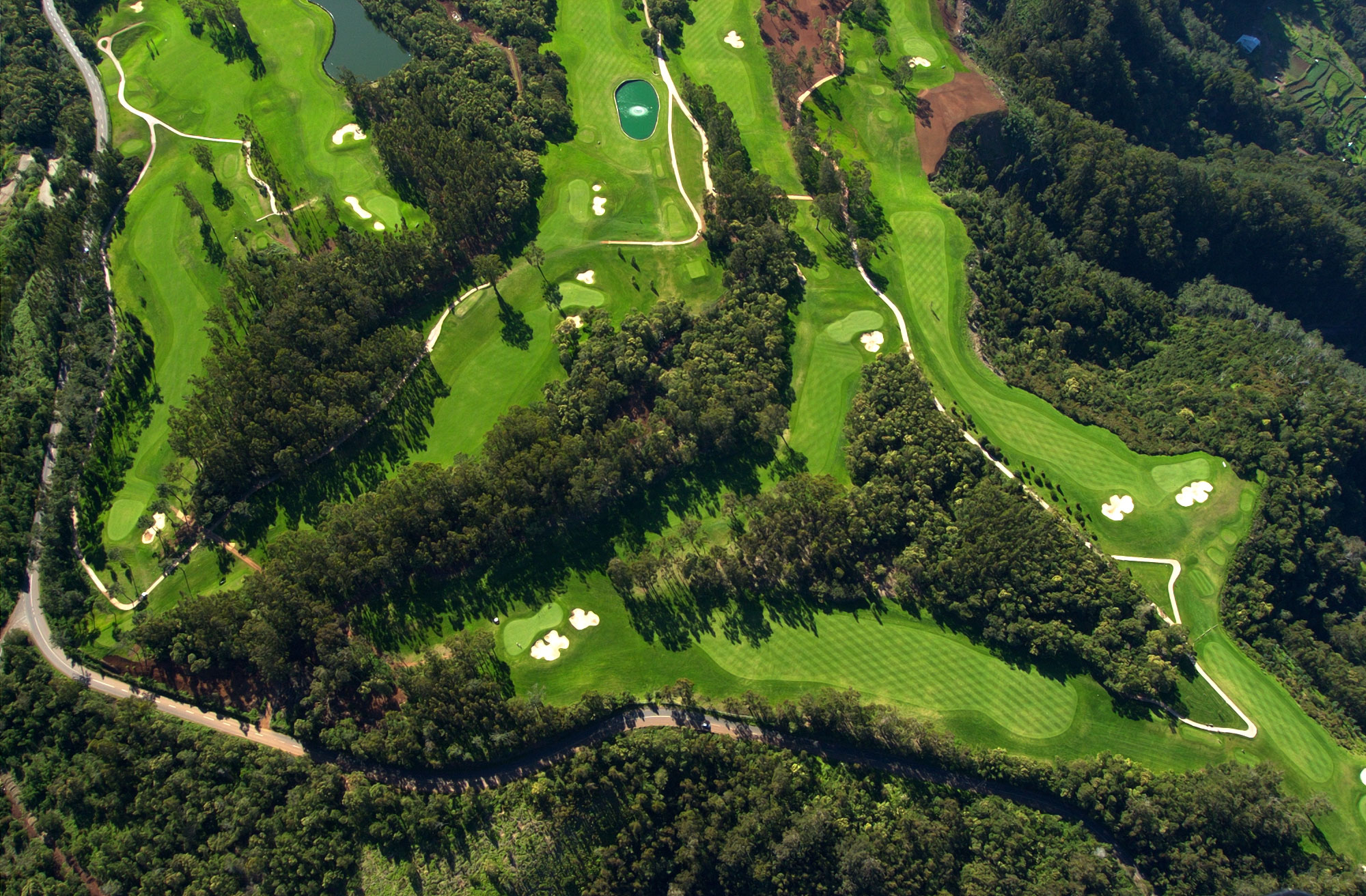
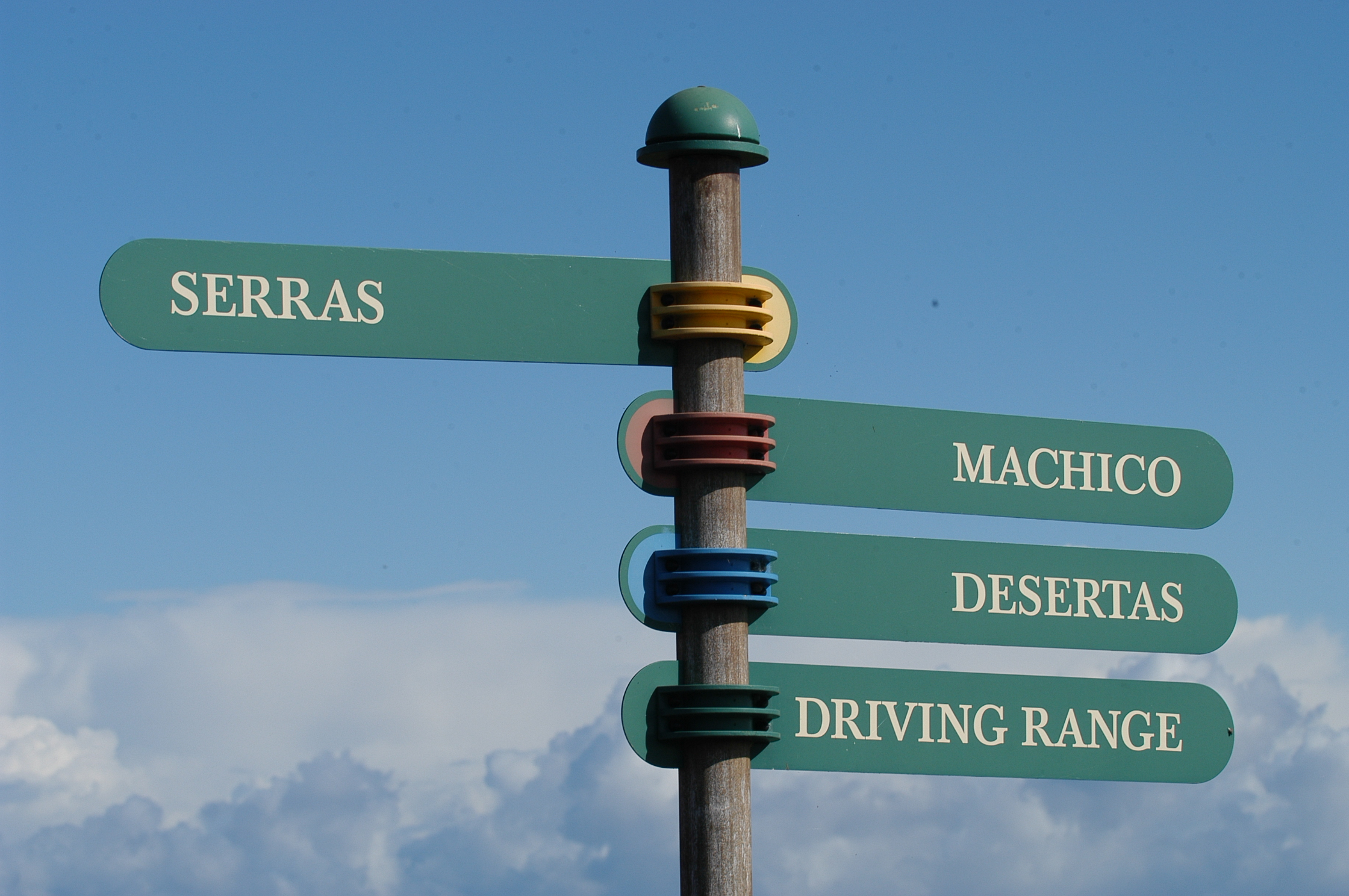
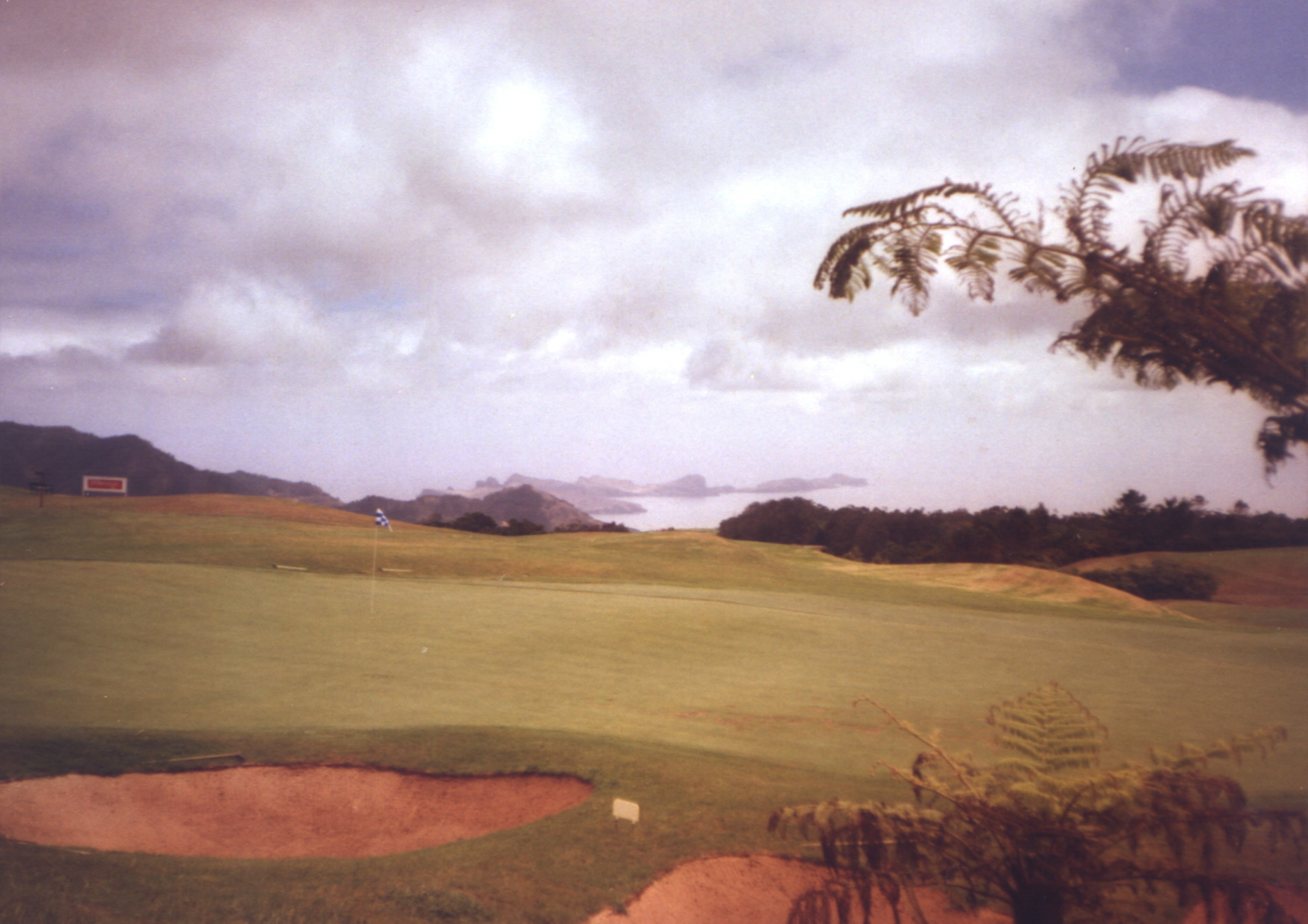
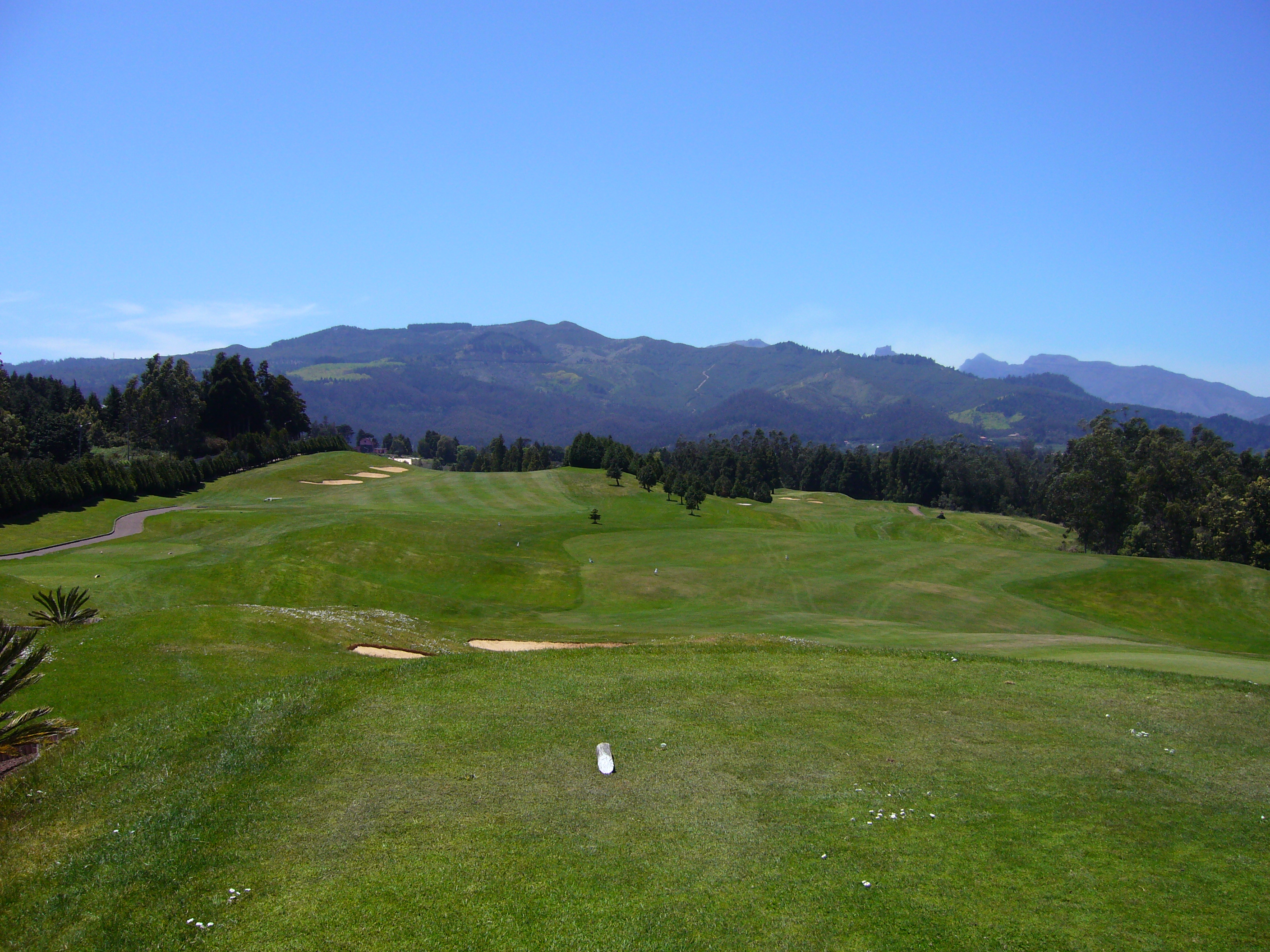